# Tropidocerus
Tropidocerus is een geslacht van kevers uit de familie van de loopkevers (Carabidae). De wetenschappelijke naam van het geslacht is voor het eerst geldig gepubliceerd in 1878 door Chaudoir.

## Soorten
Het geslacht Tropidocerus omvat de volgende soorten:
- Tropidocerus affinis Tschitscherine, 1901
- Tropidocerus dispar Tschitscherine, 1900
- Tropidocerus flavicornis (Dejean, 1831)
- Tropidocerus flavipes Tschitscherine, 1900
- Tropidocerus indicus Chaudoir, 1878